# NGC 5794
NGC 5794 is een spiraalvormig sterrenstelsel in het sterrenbeeld Ossenhoeder. Het hemelobject werd op 13 mei 1830 ontdekt door de Britse astronoom John Herschel.

## Synoniemen
- UGC 9610
- MCG 8-27-32
- ZWG 248.27
- PGC 53378